# 12 Monkeys
 12 Monkeys (lit. ‘12 micos’) és una pel·lícula de ciència-ficció estatunidenca dirigida per Terry Gilliam i estrenada el 1995, adaptació lliure del curtmetratge L'Escullera (1962), de Chris Marker. Té lloc en un futur en què la superfície de la terra s'ha convertit en inhabitable a causa d'un virus mortal que ha erradicat la major part de la població mundial i que té per actor principal Bruce Willis, que interpreta un personatge enviat al passat per recollir informacions sobre l'origen d'aquest virus. Madeleine Stowe, Brad Pitt, Christopher Plummer i David Morse completen el repartiment principal.
Universal Studios va adquirir els drets per fer de L'Escullera un llargmetratge i Janet i David Peoples van ser contractats per escriure el guió. La pel·lícula va ser rodada principalment a Filadèlfia i Baltimore de febrer a maig de 1995 amb un pressupost de 29 milions de dòlars. Va ser molt ben acollida per la crítica i va adquirir un important èxit comercial. Va rebre diversos premis, entre els quals el Saturn a la millor pel·lícula de ciència-ficció, i Brad Pitt va ser recompensat amb el Globus d'Or al millor actor secundari i va ser nominat a l'Oscar al millor actor secundari per la seva interpretació.

## Argument
El 2035, la superfície de la Terra s'ha fet insuportable per a la humanitat. Un virus mortal d'origen desconegut ha matat una gran part de la població mundial el 1996 i ha obligat els supervivents a viure sota la superfície per evitar l'exterminació. Per intentar canviar les coses, els científics utilitzen presoners per a les seves experiències. Un d'ells, James Cole (Bruce Willis), és escollit per servir de conillet d'índies en una experiència que té com a objectiu el viatge en el temps, a 1996. Ha de recollir informacions sobre aquest virus, que els científics pensen que ha estat escampat per una organització terrorista coneguda sota el nom d'«Exèrcit dels dotze simis». Cole, que sovint té un somni d'una persecució i de l'homicidi a trets d'un home en un aeroport, tindrà sort si aconsegueix aquesta missió.
En principi és enviat massa lluny en el passat i arriba a Baltimore el 1990. Pres per a un boig, és hospitalitzat sense consentiment en un hospital psiquiàtric, on coneix una psiquiatra, la doctora Kathryn Railly (Madeleine Stowe), i un altre internat, Jeffrey Goines (Brad Pitt), fill d'un científic que treballa en els virus i partidari de l'anticonsum. Després d'una temptativa d'evasió equivocada, és tancat en una cel·la però en desapareix, per estupefacció dels psiquiatres, i portat al «seu» present pels científics. Cole és llavors retornat al passat pels científics, que han obtingut, entretant, una nova informació: un missatge vocal que dona la localització de l'Exèrcit dels dotze simis, al qual Goines és pretesament afiliat. Després d'un nou error que el despatxa breument enmig d'una batalla de la Primera Guerra mundial, Cole és retornat al 1996, algunes setmanes abans que no esclati l'epidèmia que ha d'exterminar gairebé tota la humanitat.

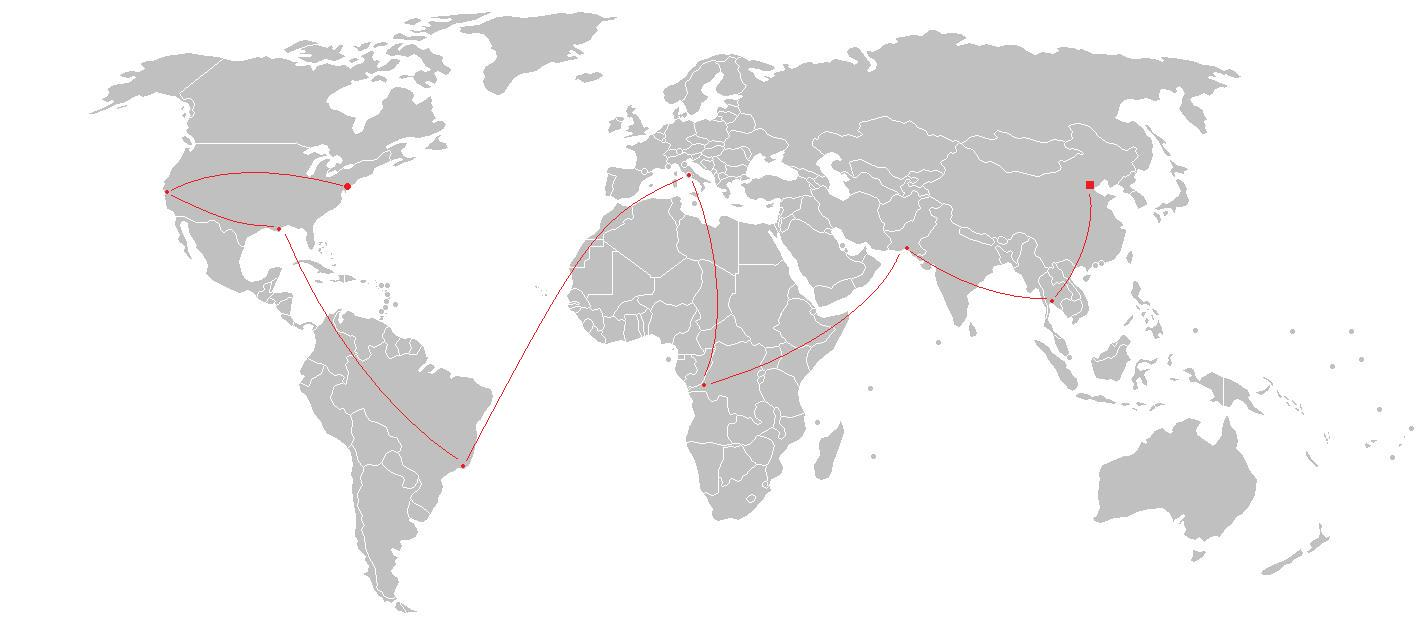
Propagació del virus tal com és descrit a la pel·lícula de Filadèlfia (Pennsilvània) a Pequín, passant per San Francisco, Nova Orleans, Rio de Janeiro, Roma, Kinshasa, Karachi i Bangkok.

Quan arriba, segresta la doctora Railly perquè el condueixi a la recerca de Goines. Railly intenta debades convèncer Cole que aquesta història de virus i de viatge en el temps no és més que una invenció deguda a un trastorn mental. Cole troba Goines, que treballa amb el seu pare, però nega tenir la menor relació amb el virus i recorda a Cole que és ell mateix que li havia parlat d'una erradicació de l'espècie humana el 1990. Cole és des d'aleshores convençut de ser víctima d'al·lucinacions i és retornat poc després al seu present, mentre Railly comença a pensar que la seva història és verdadera quan una revelació de Cole sobre un fet de 1996 es revela exacta (Cole es recorda en efecte haver esperat parlar d'aquest fet, quan ell mateix era un nen). Convençut que els científics no són més que una projecció de la seva ment, Cole els persuadeix d'enviar-lo de nou al 1996. Hi troba Railly però tots dos tenen aleshores opinions contràries de les que tenien en origen.
Per resoldre la qüestió, Railly truca el número que els científics han deixat a Cole per contactar-los i deixa al contestador el missatge de veu que els científics havien fet anteriorment escoltar a Cole. Aleshores conscients que el virus es començarà efectivament a escampar en alguns dies (i que no tenen cap pista), Cole i Railly decideixen aprofitar el temps que li resta de vida (Cole s'arrenca l'emissor que permet als científics localitzar-lo).
Preveuen agafar l'avió per deixar els Estats Units i, a la carretera de l'aeroport, s'assabenten que l'Exèrcit dels dotze simis és de fet una organització, veritablement dirigida per Goines, que lluita pels drets dels animals. Han alliberat tots els animals del zoo i Goines ha tancat al seu lloc el seu pare en una gàbia. Arribat a l'aeroport, Cole deixa un missatge advertint els científics que no tornarà i que l'Exèrcit dels dotze simis no té cap relació amb el virus. És immediatament abordat per José, un altre presoner que els científics han enviat, que li dona una pistola i instruccions per acabar la seva missió. Durant aquest temps, Railly descobreix que el verdader responsable de la creació del virus és el doctor Peters, el braç dret de Leland Goines. Peters està a punt d'embarcar-se per fer una volta al món, les escales de la qual corresponen perfectament a la propagació del virus. Cole intenta aturar Peters abans del seu embarcament però és greument ferit per la seguretat de l'aeroport. Peters puja a l'avió i s'asseu al costat d'una dona presentant-se amb el nom de Jones i que no és altre que una dels científics (això fa pensar que aquests podran recuperar una mostra del virus per posar a punt una vacuna, o bé que es tracta de fet d'una maquinació dels científics que supervisen ells mateixos la fi del món per prendre'n el control).

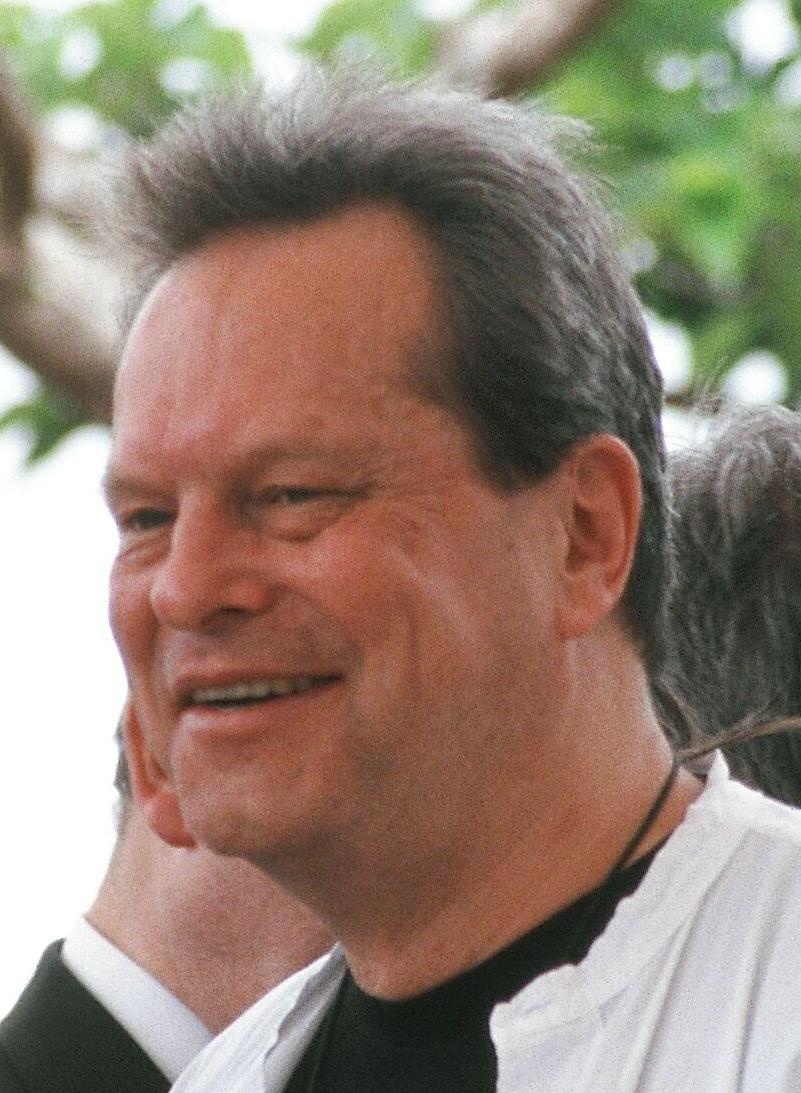
Terry Gilliam signa la seva setena direcció amb aquest film

## Repartiment
- Bruce Willis: James Cole

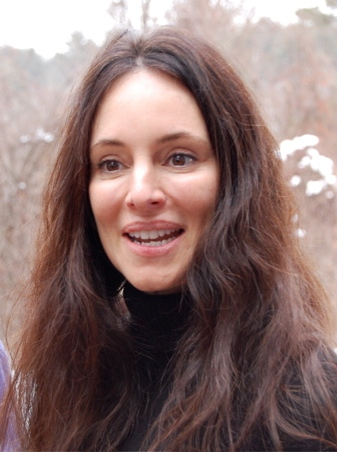
Madeleine Stowe interpreta la Doctora Railly, psiquiatra comprensiva segrestada per Cole.

- Madeleine Stowe: Dra Kathryn Railly
- Brad Pitt: Jeffrey Goines
- Christopher Plummer: Dr. Leland Goines
- David Morse: Dr. Peters
- Jon Seda: José
- Christopher Meloni: Tinent Halperin
- Frank Gorshin: Dr. Owen Fletcher
- Joseph Melito: James Cole, de nen
- Carol Florence: l'astrofísic / Jones
- Simon Jones: el zoòleg
- Bill Raymond: el microbiologista
- H. Michael Walls: el botànic
- Bob Adrian: el geòleg
- Joey Perillo: Inspector Franki
- Frederick Strother: L.J. Washington
- Joseph McKenna: Wallace
- Lisa Gay Hamilton: Teddy
- Matt Ross: Bee

El director de fotografia Roger Pratt fa un cameo en el paper d'un home que es lliga les sabates a l'hotel.

### Càsting

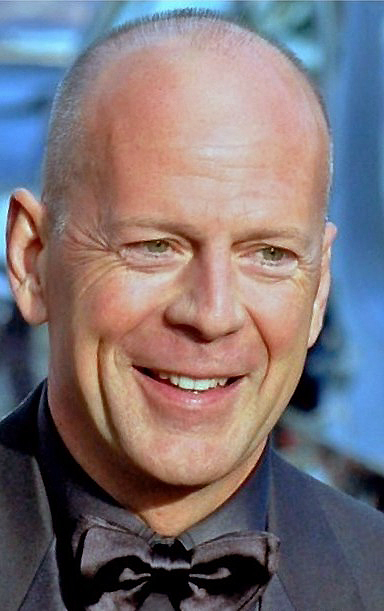
Bruce Willis fa el paper de James Cole, enviat al passat per descobrir l'origen d'un virus mortal i turmentat per un somni recurrent.

Originalment, Terry Gilliam vol Nick Nolte pel paper de James Cole i Jeff Bridges pel de Jeffrey Goines, però Universal s'hi oposa. Gilliam, que va descobrir Bruce Willis en el càsting pel paper de Jeff Bridges a  El Rei Pescador  (1991), i que ha tingut un bon contacte amb ell, veu la interpretació de Cole per Willis evocant fort i perillós, però també vulnerable. Willis s'ha de fer tres tatuatges cada dia del rodatge: un sobre el crani amb el seu número de presoner, i un Codi de barres i un altre al coll. Gilliam dona d'altra banda a l'actor una llista de clixés del seu paper que no ha de fer servir, en particular la seva mirada «blau acer » A part d'això, Gilliam es nega a donar-li directrius precises i a discutir llargament amb ell sobre el seu personatge, ja que Willis se sent més confiat quan és empès en una direcció i el realitzador vol justament evitar-ho per accentuar el costat desorientat i torturat de Cole.
Per al primer paper femení, Gilliam tria Madeleine Stowe, ja que ha quedat impressionat per la seva interpretació a  Blink  (1994). S'han trobat una primera vegada per al càsting de l'adaptació del Conte de les dues ciutats, projecte finalment abandonat. Segons Gilliam ella té aquesta increïble bellesa etèria, i és increïblement intel·ligent; aquestes dues coses van amb ella, i la pel·lícula necessita aquests elements, ja que ha de ser romàntica. Segons Gilliam, Stowe aporta estabilitat a la pel·lícula, és l'àncora enmig de tota aquesta bogeria, i el realitzador confia somrient que ha discutit llargament amb ella durant el rodatge, com un pacient amb la seva psiquiatra.
Per al paper de Jeffrey Goines, Gilliam no està convençut de la tria de Brad Pitt, però es deixa persuadir pel seu director de càsting. El cachet de Pitt és relativament modest (500.000 dòlars), ja que és encara un actor que comença. Tanmateix, quan s'estrena L'Exèrcit dels dotze simis, ho han fet Entrevista amb un vampir, Llegendes de tardor i Seven i convertit Brad Pitt una estrella, cosa que atreu més atenció sobre la pel·lícula i és un factor no menyspreable de l'èxit comercial que va tenir. Alguns mesos abans del rodatge, Brad Pitt passa algunes setmanes en el servei psiquiàtric de l'hospital de la Universitat Temple de Filadèlfia (Pennsilvània) per preparar el seu paper.

## Producció

### Desenvolupament
La idea de la pel·lícula és del productor delegat Robert Kosberg, que és un admirador del curtmetratge francès El moll (La Jetée, 1962) i que persuadeix el seu realitzador, Chris Marker, de deixar-li presentar breument a la Universal Pictures el seu projecte de servir-se'n de punt de sortida per a una pel·lícula de Ciència-ficció. Universal accepta comprar els drets per fer un remake i Janet i David Peoples són contractats per a l'escriptura del guió. El productor Charles Roven escull Terry Gilliam per encarregar-se de la realització, ja que pensa que el seu estil és perfecte per a aquesta història que implica viatges en el temps. Gilliam signa el seu contracte per realitzar la pel·lícula mentre tot just acaba d'abandonar el seu projecte d'adaptació del Conte de dues ciutats de Charles Dickens. És igualment la segona pel·lícula de Gilliam en la qual no ha escrit almenys en part el guió. Però fins i tot si prefereix participar en l'escriptura del guió, Gilliam es declara captivat per aquest guió intel·ligent i intrigant. La història és desconcertant. Tracta del temps, de la bogeria i de la nostra percepció del món. És un estudi de la bogeria i dels somnis, de la mort i del renaixement, que es desenvolupa en un món que es desfà
Universal, escaldada pels avançaments de pressupost sobre la producció amb Waterworld, triga més temps del previst a donar el vistiplau per llançar la producció de la pel·lícula malgrat un pressupost ja lligat d'una mica menys de 30.000.000 dòlars (pressupost modest per a una producció de Hollywood de ciència-ficció) i la presència de dos actors cèlebres als crèdits. Perquè la producció pugui finalment arrencar, Gilliam persuadeix Bruce Willis de demanar un cachet inferior al que demana habitualment. Pel seu precedent conflicte amb la Universal en relació amb la versió definitiva de  Brazil  (1985), Gilliam exigeix i obté el privilegi del Final cut, i l'estudi li demana a canvi que la pel·lícula no sigui prohibida als menors de 18 anys i que la seva durada no superi les 2 hores i 15 minuts

### Rodatge

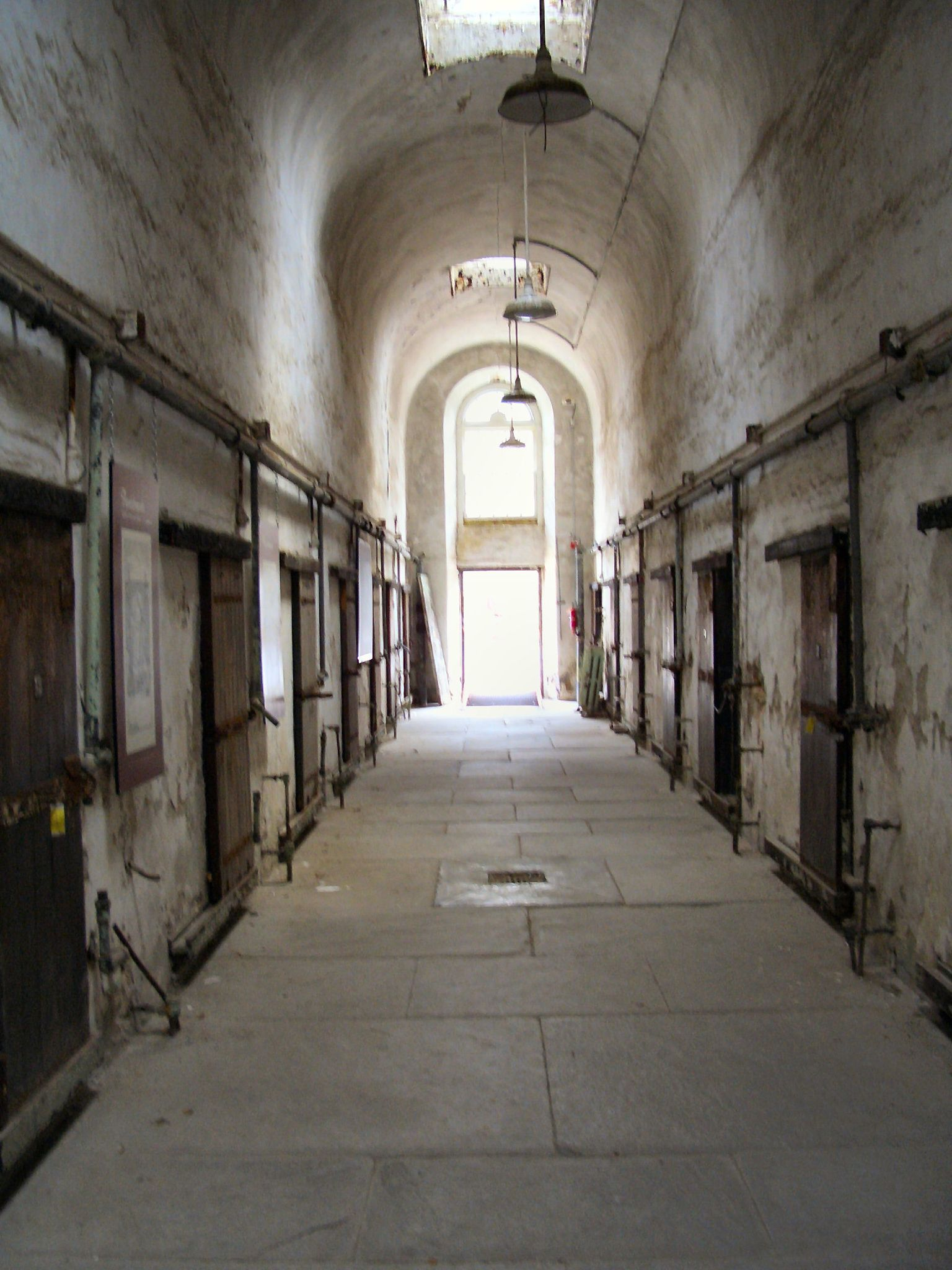
Passadís de la penitencieria Eastern State de Filadèlfia (Pennsilvània), on han estat rodades les escenes de l'asil d'alienats.

El rodatge va tenir lloc del 8 de febrer al 6 de maig de 1995.
Ocorre principalment en exteriors a Baltimore i Filadèlfia (Pennsilvània) i la meteorologia hivernal posa alguns problemes. Sobre la tria dels llocs de rodatge, Gilliam destaca: 
| « | Em fascinava per endavant rodar a Filadèlfia perquè de la seva arquitectura es destil·la un increïble perfum de decadència i de podridura. Ara bé he sentit de seguida 12 Monkeys com una pel·lícula sobre el fracàs, la descomposició, la nostàlgia | » |

 Diversos altres problemes emboliquen el rodatge: qüestions tècniques amb l'esfera visual futurista, l'element de la decoració més costosa de la pel·lícula; errors de continuïtat basant-se en la complexitat de la intriga i diverses escenes han de ser rodades una segona vegada; i Gilliam es fa mal en una caiguda de cavall a mitjan rodatge. Malgrat aquests contratemps, el realitzador aconsegueix quedar-se en els límits del seu pressupost i el rodatge només dura una setmana més del que era previst. El cap decorador Jeffrey Beecroft declarava: "Era un rodatge difícil; el pressupost i la programació eren molt estrictes. Terry [Gilliam] és un perfeccionista però va ser inflexible per evitar qualsevol increment de pressupost. Se'l va crucificar per això a  Les Aventures del baró de Münchhausen  i encara el preocupa".
L'equip de la pel·lícula no disposa de suficient pressupost per rodar en estudi, i nombroses escenes són rodades en edificis abandonats. Les escenes de l'asil d'alienats són rodades a l'Eastern State Penitentiary, una presó abandonada de Philadelfia; les de l'aeroport a l'Aeroport internacional Thurgood Marshall de Baltimore, pels exteriors i al Pennsylvania Convention Center de Philadelfia pels interiors; les dels interrogatoris de Cole pels científics en la central elèctrica abandonada de Westport; i l'escena del cinema al Senator Theatre de Baltimore.
Malgrat les restriccions pressupostàries, Gilliam és a l'altura de la seva reputació de perfeccionista, en particular en una escena on a Willis li fan una extracció de sang i on es pot veure de manera fugitiva sobre el mur l'ombra d'un hàmster girant en la seva roda. Aquesta escena no hauria hagut d'ocupar més que alguns instants però, l'hàmster que no vol fer el que Gilliam espera d'ell, i el realitzador passa la jornada per fer-lo girar fins que obtingui el resultat volgut. El nen que ha d'interpretar Cole més jove, i que Gilliam ha escollit per la bellesa dels seus ulls, ha de ser reemplaçat de cop i volta per Joseph Melito, de qui el productor Charles Roven té prevista la presència en el plató en cas de problema, ja que la seva interpretació no és prou expressiva. El rodatge s'acaba amb l'escena a l'aparcament de l'aeroport que és igualment l'últim de la pel·lícula i sobre la qual Gilliam i Roven tenen llargues discussions. En efecte, el realitzador no desitja incloure-la, mentre el productor insisteix perquè sigui rodada. Gilliam proposa llavors rodar-la des d'una càmera sobre una grua i amb centenars d'automòbils al fons, amb l'esperança que Roven ho trobi massa costós. Però el productor és seduït per la idea i l'escena, que jutja convincent, i és finalment conservada.

### Banda original
La banda origina] és composta, arreglada i dirigida per Paul Buckmaster. La Introduccion  de la Suite Punta del Este , del bandeonista de tango argentí Astor Piazzolla, és utilitzada com un leitmotiv al llarg del film. What a Wonderful World de Louis Armstrong és interpretat una vegada a la ràdio en l'escena del cotxe i serveix de crèdit final, d'una manera irònica per il·lustrar la fi del film. La banda original va sortir amb l'Etiqueta MCA el 19 de desembre de 1995.

## Temes i inspiracions
| « | Cole ha estat brutalment enviat des del seu món al nostre i ell està enfrontat a la confusió de les nostres existències, a allò que la majoria de la gent accepten per bé o per mal com a normal. Així, sembla com anormal, i el que passa al voltant d'ell sembla establert a l'atzar i estrany. És boig o som nosaltres que ho som ? | » |

La pel·lícula estudia la naturalesa subjectiva de la memòria i el seu efecte sobre la nostra percepció de la realitat. Es pot veure per exemple el record de Cole dels trets a l'aeroport, que es modifica a cada vegada que hi somia; un pacient de l'hospital psiquiàtric que és atès per falsos records induïts; i la impressió de déjà vu sentida per Railly i Cole quan són maquillats per primera vegada abans d'anar a l'aeroport. Es troben igualment diverses referències al temps, al viatge en el temps i als simis dispersats a través de la pel·lícula, com el dibuix animat Woody Woodpecker, Time Tunel , que passa a la televisió a la cambra d'hotel, i la pel·lícula dels Marx Brothers Monkey Business difosa a l'hospital psiquiàtric. El títol de la pel·lícula està inspirat en la novel·la de Lyman Frank Baum, El màgic d'Oz quan el mag persuadeix dotze simis per servir-lo com a soldats.

La pel·lícula és també un estudi del declivi de la comunicació directa al món modern basant-se en la interferència de la tecnologia. En aquest futur de malson que és el món de 2035 descrit per Gilliam, els científics han pres el poder i busquen 
| « | organitzar racionalment la humanitat en detriment de les pulsions de vida i de les emocions considerades com tants grans de sorra sobre el camí de la normalitat desitjada. | » |

. Aquesta ciència, que és mostrada com a capaç d'errors, ja que Cole és enviat per dues vegades en períodes equivocats del passat, és denunciada en les seves pràctiques ben reals (experimentacions a gran escala en animals) que hipotètics (elaboració d'un virus mortal que pot desencadenar una catàstrofe). La repressió de les llibertats de l'individu en una preocupació de sotmetre'l a la norma és destacada al començament de la pel·lícula, en les escenes de l'hospital psiquiàtric on Jeffrey Goines la denuncia en els seus discursos, i al final de la pel·lícula quan José és enviat pels científics per obligar Cole a acabar la seva missió, Cole fa llavors l'observació següent: 
| « | Il ja no es tracta del virus, oi? Es tracta d'obeir les ordres. De fer el que ens han dit | » |

. Gilliam incita així l'espectador a més desconfiança envers aquesta societat tecnològica moderna que determina, sobretot a través de la manipulació mediàtica, qui està boig i qui està sa d'esperit, qui és normal i qui és anormal, evitant així que es posi en qüestió la seva pròpia responsabilitat com a factor d'alienació pel biaix de la injustícia social. Per a Jean Douchet, la presència dels animals en llibertat en la ciutat és altament simbòlic, ja que la humanitat, en la seva cerca de coneixement desenfrenat, és atrapada i està condemnada al tancament, deixant que els animals prenguin possessió de la jungla urbana.

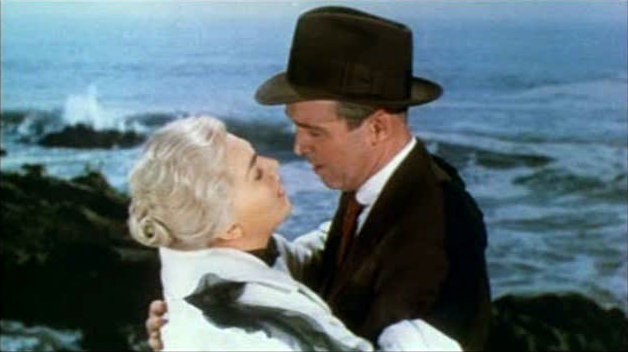
A Vertigen, un actor anomenat James abraça un personatge anomenat Madeleine, mentre a 12 Monkeys, un personatge anomenat James abraça una actriu anomenada Madeleine mentre miren aquesta pel·lícula en un cinema.

Enmig d'aquesta fosca evocació del futur, l'únic element d'esperança és l'amor, predestinat, que neix entre Cole i Railly. Aquest amor entre dues persones presentant cadascun una síndrome psicològica (síndrome de Cassandra per a Cole i síndrome d'Estocolm per a Railly), i del qual la revelació ve en una escena en un cinema, s'acaba de manera tràgica, ja que no es pot eludir el temps ni el destí. Tanmateix, simbolitza també la idea de l'amor etern, ja que, en el moment de la mort de Cole, Railly creua la mirada d'aquest nen, deixant així presagiar una etern recomençar.

La pel·lícula és en part una adaptació del curtmetratge francès La Jetée de Chris Marker (1962), sobretot pel fet que el personatge principal es recordi, sense saber-ho, de la seva pròpia mort, i que té lloc en un aeroport. Tanmateix, tot el desenvolupament original al voltant de l'hospital psiquiàtric recorda més aviat la novel·la de John Brunner A l'oest del temps (1967) o Algú va volar sobre el niu del cucut (1975). S'ha de destacar que Gilliam no va voler veure  La Jetée  abans de rodar la seva pel·lícula per no estar massa influenciat per aquesta visió. Segons les seves pròpies paraules: 
| « | La columna vertebral és la mateixa, però desemboca en dos universos molt diferents | » |

.
Una escena cap al final de la pel·lícula mostra Cole i Railly fugint i refugian-se en un cinema on fan Vertigen d'Alfred Hitchcock (1958). Es veu una escena de la pel·lícula on els personatges interpretats per James Stewart i Kim Novak es troben al Muir Woods National Monument, a Califòrnia. Evoquen el pas del temps davant d'una sequoia, i Cole i Railly tenen més tard una conversa similar mentre se sent el mateix tros que en l'escena de Vertigen , cosa que sembla així un viatge en el temps i al destí del personatge encarnat per Bruce Willis (segons el procediment de la pel·lícula que en conté una altra). D'altra banda, destacar que, a Vertigen , el personatge de Judy interpretat per Kim Novak es tenyeix de rossa per ser Magdalena, nom de l'actriu Madeleine Stowe, que, per la seva banda, es posa una perruca rossa durant la pel·lícula; un cop maquillada, Cole la veu sortir d'una llum vermella, mentre a Vertigen, el personatge interpretat per James Stewart veu Judy/Madeleine emergir d'una llum verda. El pas és també una picada d'ull dels guionistes a  La Jetée, on es veuen diverses imatges de copes d'arbres situats al jardí de les plantes de París, i el vincle amb aquesta escena precisa de Vertigen  és reconegut explícitament per Chris Marker a la seva pel·lícula de 1982 Sans soleil.

### Disseny
Terry Gilliam torna a fer l'estil de realització que havia adoptat a Brazil , sobretot per la direcció artística i la fotografia (utilitzant específicament lents de Fresnel). El disseny de la sala en la qual Cole és interrogat pels científics és inspirat en un dibuix de l'arquitecte Lebbeus Woods, cosa que ocasionarà més tard problemes jurídics a la pel·lícula. Gilliam insisteix a mostrar l'interrogatori de Cole a través de múltiples pantalles televisades, ja que pensa que aquest mecanisme evocarà una intervenció de malson de la tecnologia. Si hom pot veure les cares a la pantalla, però les verdaderes cares i veu es troben de fet a baix i sent aquestes veus minúscules a l'orella. És segons el món en el qual vivim, la manera com comuniquem d'aleshores endavant, a través d'aparells tecnològics que han estat de manera pretesa creats per comunicar però que podrien tenir un altre sentit. Per a Jean Douchet, els decorats i la fotografia són fortament influenciades pel barroc i sobretot pel cinema expressionista i tenen per objectiu afegir un sentiment d'opressió i de confusió.
El departament artístic s'assegura que el món subterrani de 2035 utilitzaria de manera única tecnologia d'abans de 1996 per tal de descriure el millor possible aquest futur fred i auster. Amb aquest objectiu, Gilliam, Beecroft i Crispian Sallis (el decorador de plató) visiten diversos encants i magatzems de recuperació a la recerca de materials de decoració que puguin ser ajuntas per construir màquines futuristes, sobretot la màquina de viatjar en el temps. Per crear la major part dels efectes visuals, Gilliam apel·la als serveis de Peerless Camera, companyia d'efectes especials amb seu a Londres que ell mateix va fundar al final dels anys 1970 amb Kent Houston. El compositing és assegurat per la companyia The Mill, mentre Cinesite s'encarrega de l'escombrada digital.

## Rebuda

### Box-office
Després d'una sortida restringida en tres sales el 29 de desembre de 1995, la pel·lícula va ser estrenada als EUA el 5 de gener de 1996 a 1553 sales i va recaptar 13.842.990 dòlars el primer cap de setmana d'explotació. Va ser dues setmanes al capdamunt del box-office estatunidenc i va recaptar a tot el món 168.839.459 dòlars (16è al box-office mundial 1996), dels quals 57.141.459 als Estats Units. A Europa, va vendre 2.270.947 entrades a França (12è al box-office 1996 en aquest país), 366.050 entrades a Bèlgica i 218.205 entrades a Suïssa. Va superar els dos milions d'entrades a Alemanya (2.124.196) i el milió al Regne Unit (1.800.330) i Espanya (1.386.434).

### Rebuda de la critica
La pel·lícula ha rebut una acollida crítica molt positiva, recollint un 87% de crítiques favorables, amb un resultat mitjà de 7,4 sobre 10 sobre la base de 55 crítiques recollides, al lloc Rotten Tomatoes. Al lloc Metacritic, obté un resultat de 74 sobre 100, sobre la base de 20 crítiques recollides.

Per a Roger Ebert, del Chicago Sun-Times, que li dona 3 estrelles sobre 4, la pel·lícula es beneficia d'un guió i d'una interpretació sòlida i és una celebració de la bogeria i de la fatalitat on fins i tot la relació entre Willis i Stowe sembla més desesperada que alegre, el que en fa una diversió més dirigida a l'esperit que als sentits. Desso Howe, del Washington Post, publica una crítica positiva, lloant el treball sobre la realització, els decorats i la fotografia i escrivint que 
| « | les interpretacions de Willis i de Pitt, l'atmosfera establerta per Gilliam i un impuls vivificant contrapesen fàcilment algunes falles del guió | » |

. Peter Travers, de Rolling Stone, considera que Bruce Willis fa una actuació d'una intensitat emocional espantosa, que Brad Pitt és fantàstic, trobant una espurna de bogeria en aquest personatge a llegües dels seus papers de jove i que la pel·lícula, portad pel poder seductor de la imaginació de Gilliam mereix ser vista diverses vegades. James Berardinelli, del lloc Reelviews, dona a la pel·lícula 3,5 estrelles sobre 4, pel guió (una intriga ambigua que no és mai massa difícil de seguir malgrat els nombrosos tombs de situació), l'escenificació i els decorats. I Janet Maslin, del New York Times, considera que es tracta del millor dels malsons evocadors de Gilliam sobre el món modern, una pel·lícula ferotge i pertorbadora de guió imprevisible.
Entre les poques crítiques negatives, Richard Corliss, de Time Magazine, considera que Gilliam té el mèrit de ser original però es perd en ruta en aquest espectacle que posa la pell de gallina i omple de referències cinematogràfiques que s'acaba assemblant a un Jumanji per a adults. I la redacció de Variety escriu que és una pel·lícula espectacular i massa complicada que visualment no és ni tan irresistible com Brazil, ni tan punxant com El Rei Pescador.
El 2008, la revista Empire la classifica en un discret 465 lloc en la seva llista dels 500 millors films de tots els temps. Figura en el Top 250 de la classificació dels films d'Internet Movie Database, basat amb els vots del públic, amb una nota mitjana de 8,1 sobre 10.

## Premis i nominacions
La pel·lícula va rebre dues nominacions als Oscars, en les categories de l'Oscar al millor actor secundari per Brad Pitt i de l'Oscar al millor vestuari per Julie Weiss, però no va guanyar cap estatueta. Pitt s'emportà, però, el Globus d'Or al millor actor secundari. El film també va ser nominat en set categories als premis Saturn i s'emportà tres premis, un d'ells el de la millor pel·lícula de ciència-ficció. També es va presentar en competició oficial a la Berlinale 1996.

### Premis
- 1996. Globus d'Or al millor actor secundari per Brad Pitt[38]

### Nominacions
- 1996. Oscar al millor actor secundari per Brad Pitt[39]
- 1996. Oscar al millor vestuari per Julie Weiss[39]

## Persecucions judicials
Al començament de la pel·lícula, Cole és portat a una sala d'interrogatori on el fan seure en una cadira que està lligada a un rail vertical. Una esfera sostinguda per una armadura metàl·lica és davant, per sondar els seus punts febles mentre els científics l'interroguen. L'arquitecte Lebbeus Woods ha intentat un procés contra la Universal Pictures el febrer de 1996, afirmant que el seu dibuix «Neomechanical Tower (Upper) Chamber», publicat el 1987, havia estat utilitzat sense autorització.
La justícia va donar la raó a Lebbeus Woods, va ordenar a Universal Pictures retirar la pel·lícula de les sales i en va prohibir la difusió mentre no es tallessin les tres escenes on sortia aquesta decoració. Mitjançant una compensació financera de diversos centenars de milers de dòlars, Universal Pictures ha obtingut de Woods poder difondre la pel·lícula sense talls.